# Anna Oppermann

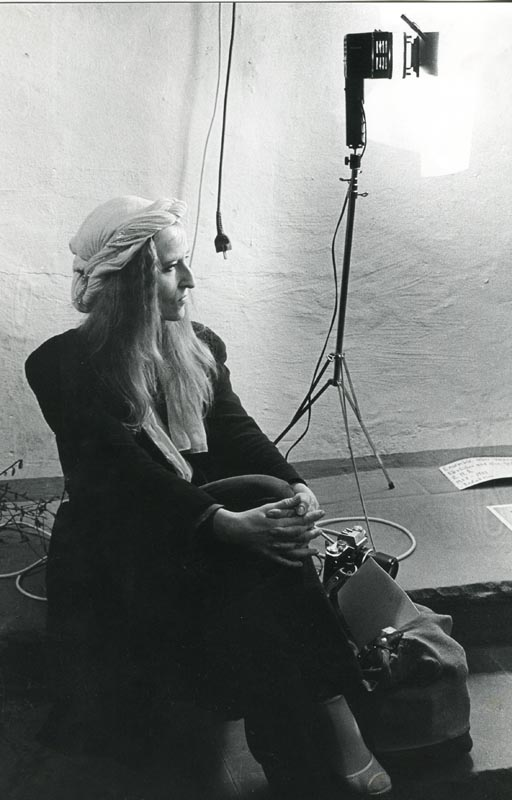
Anna Oppermann, 1985

Anna Oppermann (* 18. Februar 1940 in Eutin als Regina Heine; † 8. März 1993 in Celle) war eine deutsche bildende Künstlerin und Teilnehmerin der documenta 8 1987. Sie lebte und arbeitete in Hamburg.
Anna Oppermann nimmt eine herausgehobene Position in der bildenden Kunst der 1970er und frühen 80er Jahre ein, die sich in Richtungen wie Konzeptkunst, Arte Povera, Spurensicherung, Individuelle Mythologie und Story Art manifestierte. Ihre „Ensembles“ fanden zu einer Kombination von konzeptueller und bildnerischer Arbeitsweise, mit der sie sowohl analytisch als auch plastisch erzählend auf die Kunst- und Alltagswelt am Ende des 20. Jahrhunderts einging.

## Leben
Anna Oppermann studierte von 1962 bis 1968 an der Hochschule für bildende Künste Hamburg und Philosophie an der Universität Hamburg. Nach dem Studium lebte und arbeitete sie als freischaffende Künstlerin in Hamburg. 1968 wurde sie Mitglied der CO-OP Künstlercooperative Hamburg. 1986 gehörte sie zu den Gründungsmitgliedern der Galerie Vorsetzen. Ab 1987 wählte sie ihren Zweitwohnsitz in Celle.
Nach Gastprofessuren an der Hochschule für bildende Künste Hamburg in den Jahren 1976 und 1978 lehrte sie von 1982 bis 1990 als Professorin an der Bergischen Universität Wuppertal und anschließend bis zu ihrem Tod an der Hochschule der Künste Berlin (heute: Universität der Künste Berlin).
1967 heiratete sie den Hamburger Künstler Wolfgang Oppermann und nahm mit seinem Namen auch den Künstlernamen Anna an, der ihre Karriere als freischaffende Künstlerin begleitete. Ab 1975 lebte sie mit dem Hamburger Juristen, Verleger und Kunstsammler Herbert Hossmann zusammen. Nach einer Krebserkrankung starb sie am 8. März 1993 in Celle und wurde dort in Lachtehausen beerdigt.

## Werk
Ab Ende der sechziger Jahre entwickelte Anna Oppermann ihre besondere Arbeitsweise, beeinflusst von so gegenläufigen Strömungen wie einerseits der Pop Art und anderseits der Prozess- und Konzeptkunst, deren zentrale Vertreter in der damaligen Hamburger Kunstszene viel gezeigt und intensiv rezipiert wurden. Ihre Ensembles sind offene Sammlungen und Arrangements, die aus bisweilen mehreren hundert Bildleinwänden, Fotografien, Zeichnungen, Objekten, Skulpturen, architektonischen Elementen, Schrifttafeln und Schriftbändern bestehen und zu verstehen sind als im Raum ausgebreitete Bild- und Denkprozesse. Zentrale Themen der Künstlerin waren Übergänge zwischen Realität und Fiktion, Konflikte im Umgang mit Menschen, Kunst, Traditionen und Fragen der Ökonomie.
Ausgehend von kleinen thematischen Stillleben formte, fotografierte, malte und schrieb sie, sammelte zudem Zitate aus Philosophie, Wissenschaften und Printmedien. Jedes neue Element im Bildprozess wurde Teil des Arrangements und Gegenstand weiterer Abbildungen und Reflexionen. Sukzessive entstanden raumgreifende Ensembles, in denen nah gerückte Stillleben mit distanzierten Arrangementansichten abwechseln, in denen Details hervorgehoben oder durch Überlagerungen verborgen sind. Bis zu ihrem frühen Tod arbeitete die Künstlerin an über 60 Konvoluten mit unterschiedlichen Ausmaßen und Wachstumsphasen – je nach Bedeutung und Aktualität, die das aufgerollte Thema für sie besaß.

## Rezeption
1972 stellte Oppermann die ersten Ensembles in der Hamburger Kunsthalle, in Trier und in Berlin aus. Die Arbeiten erregten Aufsehen und sorgten zunächst für kontroverse Diskussionen. Verunsichert durch die wuchernde, unabgeschlossene Form und die zum Teil persönlichen Inhalte, behandelte die konservative Kunstkritik die Werke als wirre Selbstbekenntnisse. Oppermanns „Angebot zur Kommunikation“ (Oppermann) kann nur annehmen, wer mit der Künstlerin überkommene Auffassungen von Kunst in Frage stellt. So erteilt sie dem Mythos Künstler und dem Geniekult eine Absage. Statt klar geformter Ergebnisse zeigt sie den Weg der Bildproduktion mit seinen Fehlern, Umwegen und Überschüssen. Und sie bewegt sich bei der Bilderstellung zwischen persönlichem Alltag und Kunstwelt, zwischen Massenmedien und diversen wissenschaftlichen Disziplinen, um die Wechselbedingungen und -wirkungen zwischen Privatem und Allgemeinem nachzuzeichnen.
Oppermanns Arbeitsweise und Themen berührte damit wichtige Fragen, die seit den ausgehenden 1960er Jahren immer wieder diskutiert werden. Dem Werk wurde entsprechend sukzessive und dauerhaft internationale Anerkennung zuteil. Ensembles waren auf vielen internationalen Ausstellungen wie der documenta 6 (1977), der documenta 8 (1987) in Kassel und der Biennale von Sydney (1984) zu sehen. Zur Biennale in Venedig wurde sie 1980 als wichtige Vertreterin der Kunst der 1970er Jahre eingeladen. Zwei große Retrospektiven, die erstmals acht der großen Ensemblewerke gleichzeitig präsentierten, fanden 1984 und 1985 im Kunstverein in Hamburg und im Bonner Kunstverein statt. In der Hamburger Kunsthalle sind heute die Ensembles Öl auf Leinwand (1981–1992) und MKÜVO (Mach kleine überschaubare verkäufliche Objekte) (1979–1984) zu sehen. Als Dauerinstallation richtete die Künstlerin 1991 das Ensemble Pathosgeste – MGSMO – Mach grosze schlagkräftige machtdemonstrierende Objekte (1984–1991) im Altonaer Rathaus ein. Es ist Teil des Hamburger Programms Kunst im öffentlichen Raum, wurde jedoch für eine „Anna Oppermann Retroperspektive“ vom 13. Dezember 2023 bis 1. April 2024 an die Bundeskunsthalle in Bonn ausgeliehen. Seither weigert sich das Bezirksamt Altona, es in das Rathaus zurückkehren zu lassen, und lässt seinen angestammten Raum leer stehen. Angeblich soll dort ein barrierefreier Zugang eingerichtet werden, obwohl das Rathaus einen solchen längst besitzt. Von entsprechender Planung ist auch noch nichts zu bemerken (Stand Ende 2024).

## Nachlass
Nach Anna Oppermanns Tod 1993 widmete sich Herbert Hossmann bis zu seinem Tod 2024 zusammen mit der Galerie Barbara Thumm Berlin der Aufgabe, den Nachlass zu verwalten. Die Künstlerin hatte über 70 teils sehr umfangreiche Ensembles hinterlassen, für deren posthume Neuinstallation Methoden gefunden werden wollten. Daran arbeitete schon in ihrem Todesjahr auf Hossmanns Initiative eine Arbeitsgruppe, bestehend aus ihm und den Kunstwissenschaftlerinnen Ute Vorkoeper und Karolina Breindl. Ziel war es, ein Konzept für die Sicherung und den Erhalt des Œuvres selbst sowie eine Struktur für ein Werkverzeichnis zu entwickeln. Die Kunsthistorikerin Anna Schäffler führte diese Arbeit fort. In Zusammenarbeit mit verschiedenen Kunstwissenschaftlerinnen wurden kooperative Formen der Erhaltung gefunden, die eine Entfaltung und Veränderung des Werkes entsprechend dem künstlerischen Konzept ermöglichen und als „die Praxis der interpretierenden Neuinstallation“ kunsthistorische Bedeutung erlangten. Man kooperierte auch als kuratorisches Team um Präsentationsmöglichkeiten für die Ensembles von Anna Oppermann. In interpretierender Rekonstruktion wurden zahlreiche Ensembles weltweit in Museen und Kunstinstitutionen wie dem Sprengel Museum Hannover (1993), dem Museum of Contemporary Art Sydney (1994), dem P.S. 1 New York (1999), La Maison Rouge Paris (2004), dem Museum für Gegenwartskunst Siegen (2005), in der Sammlung Falckenberg (2005, 2009), in der Villa Arson Nizza (2012) und zuletzt auf der Sao Paulo Biennale (2012) gezeigt. 2007 fanden zwei große Retrospektiven im Württembergischen Kunstverein Stuttgart und in der Generali Foundation Wien statt. Seit Mai 2012 kann im Museum Abteiberg in Mönchengladbach das Ensemble Künstler sein (Zeichnen nach der Natur – zum Beispiel Lindenblütenblätter) (1969–1986) besichtigt werden.

## Auszeichnungen
Anna Oppermann erhielt wichtige Preise und Stipendien wie den Edwin-Scharff-Preis der Freien und Hansestadt Hamburg (1977), den ars-viva-Preis des Kulturkreises der Deutschen Wirtschaft (1977), den Villa-Romana-Preis Florenz (1977), den Förderpreis Glockengasse (1980), das Stipendium Cité Internationale des Arts Paris (1981), den Kunstpreis der Heitland Foundation, Celle (1985) und das Barkenhoff-Stipendium mit Aufenthalt in Worpswede.
Seit 2011 verleiht die Universität der Künste Berlin jährlich den Anna-Oppermann-Preis (für herausragende Leistungen in der künstlerischen Praxis des BA-Studiengangs der Fakultät Bildende Kunst). Der Preis ist mit 3.000 € dotiert.

## Ausstellungen (Auswahl, seit 2004)
- 2023 „Anna Oppermann. Eine Retroperspektive“, Bundeskunsthalle Bonn, 13. Dezember 2023 bis 1. April 2024[15]
- 2019 „Anna Oppermann – Künstler sein“, Kunsthalle Bielefeld, 23. März bis 28. Juli 2019
- 2014 „Playtime“, Städtische Galerie im Lenbachhaus, München, 15. März bis 29. Juni; ausgestelltes Werk: E 35 – Der ökonomische Aspekt
- 2013 „Anna Oppermann – Ensembles“, Presentation House Gallery Vancouver, Kanada
- 2012 „The immenence of Poetiques“, 30ste Biennale von São Paulo
- 2012 „Super Bodies“, 3. Triennale des arts plastiques, Hasselt
- 2012 „L’institut des archives sauvages“, Villa Arson, Nizza
- 2012 „Anna Oppermann – Selbstportrait“ Galerie Barbara Thumm Berlin
- 2011 „gehen blühen fließen – Naturverhältnisse in der Kunst“, Stadtgalerie Kiel
- 2010 „Squatting. erinnern, vergessen, besetzen“, Temporäre Kunsthalle Berlin
- 2010 „Anna Oppermann – Künstler sein..“, Galerie Barbara Thumm Berlin
- 2010 „The more I draw. Drawing as a concept for the world“, Museum für Gegenwartskunst, Siegen
- 2010 „Habiter poétiquement – The World as Poem“, Lille métropole musée d’art moderne d’art contemporain et d’art brut
- 2007 „Anna Oppermann – Revisionen der Ensemblekunst“, Württembergischer Kunstverein, Stuttgart[16]
- 2007 „Anna Oppermann – Ensembles“, Generali Foundation, Wien
- 2007 „True Romance – Allegorien der Liebe“, Kunsthalle Wien, Kunsthalle zu Kiel und Villa Stuck, München
- 2006 „Anna Oppermann – Der ökonomische Aspekt“, Galerie Kienzle & Gmeiner, Berlin
- 2005 „Kontexte der Fotografie“, Museum für Gegenwartskunst, Siegen
- 2004 „Anna Oppermann. Spiegel / Räume“, art agents gallery, Hamburg
- 2004 „Central Station. La collection Harald Falckenberg“, La Maison Rouge, Paris
- 1987: documenta 8, Kassel

Dauerinstallationen
- seit 2012 „Künstler sein (Zeichnen nach der Natur – zum Beispiel Lindenblütenblätter)“ (1969–1986), Museum Abteiberg, Mönchengladbach
- 1991 bis 2023 „Pathosgeste MGSMO (Mach grosze schlagkräftige machtdemonstrierende Objekte)“ (1984–1991), Altonaer Rathaus, Hamburg